# جثة في المكتبة
جثة في المكتبة (بالإنجليزية: The Body in the Library) رواية تحقيق من تأليف اغاثا كريستي، نشرت لأول مرة في الولايات المتحدة الأمريكية في فبراير عام 1942من قبل «شركة دود وميد» وفي آيار من نفس العام في المملكة المتحدة من قبل «نادي كولنز للجرائم». ظهرت في الرواية شخصية الآنسة ماربل.

## ملخص الرواية
تستيقظ السيدة بانتري، زوجة الكولونيل بانتري، على صوت خادمتها تقول أنه تم اكتشاف جثة في غرفة المكتبة في البيت، في البداية لا تصدق الأمر، لكن بالفعل، يتم العثور على فتاة مخنوقة مرتدية ثوب سهرة وتضع على وجهها الكثير من مساحيق التجميل.
بعد فترة يتم التعرف على هوية القتيلة، روبي كين، التي تعمل كراقصة في فندق الماجستيك، من قبل ابنة عمها جوزفين تيرنر، وتؤكد جوزفين أن روبي قد اختفت منذ ليلة البارحة، لكن تبقى العديد من التساؤلات تراود الجميع، من قتل روبي؟ ولماذا وضع جثتها في مكتبة الكولونيل بانتري؟
تستدعي السيدة بانتري الآنسة ماربل وهذا للمساعدة في التحقيق والتعرف على هوية القاتل.
تتجه أولى أصابع الاتهام إلى بازيل بليك، شاب طائش يقيم بمقربة من قصر الكولونيل بانتري، لكن هذا الأخير يقدم دليلا على غيابه يثبت عدم قيامه بالجريمة.
تخمن الشرطة فيما بعد أن من قام بقتل روبي كين هو عشيق لها، لكن لا أحد من معارفها يؤكد وجود علاقة غرامية بين روبي وشخص آخر، إلا أن روبي كانت على علاقة وثيقة بعائلة جفرسون، أحد نزلاء الفندق، خاصة بالرجل المسن كونوي جفرسون.
كونوي جفرسون فقد زوجته وابنه وابنته في حادث تحطم طائرة، وهو الآخر أصيب بإعاقة جعلته مقعدا، ويقيم معه حاليا زوجة ابنه المتوفى، أديليد جفرسون وابنها من زواجها الأول، وزوج ابنته المتوفاة مارك جاسكيل. يتضح أن السيد جفرسون قرر تبني روبي، وبالتالي جزء من ثروة كونوي جفرسون سيعود إلى روبي، وكذلك أن كل من أديليد جفرسون ومارك جاسكيل يمران بضائقة مالية وقد عارض كلاهما فكرة تبني روبي، إذن فكلاهما يمتلكان الدافع إلى قتل روبي والتخلص منها.
في أثناء هذا يتم اكتشاف جثة ثانية، في سيارة محروقة تم سرقتها من فندق الماجيستيك، وتعود السيارة لشاب قام بمراقصة روبي ليلة وفاتها، يتضح أن الجثة المتفحمة تعود إلى تلميذة، باميليا ريفز، التي اختفت بعد حضورها لإحدى اجتماعات جمعية تنتمي إليها، تفيد شهادة إحدى صديقات باميليا أن أحد العاملين بالسينما قد وعدها بجعلها ممثلة، في الوقت الذي يخمن فيه المحققون وجود صلة بين جريمتي القتل وأن باميليا كانت شاهدة على شيء يدين قاتل روبي كين وهذا هو سبب التخلص منها بهذه الطريقة.
بعد تحقيقاتها وملاحظاتها الدقيقة تصل الآنسة ماربل إلى القاتل الحقيقي وهو مارك جاسكيل، صهر السيد جفرسون، وقد قام بجريمته بالتعاون مع جوزفين تيرنر التي تربطه معها علاقة غرامية، وكان الدافع لجريمته هو منع روبي من الحصول على أي جزء من ثروة والد زوجته الراحلة، في البداية ادعى مارك جاسكيل أنه أحد رجال السينما، وقام بإيقاع باميليا ريفز التي يشبه قوامها قوام روبي كين في فخ، وقام بأخذها إلى جوزفين لتضع لها مساحيق التجميل لتبدو مثل روبي، لكنهما يقومان بقتلها على غفلة منها، ورميها في منزل بازيل بليك، لأن هذا الأخير يسهل اتهامه بارتكاب مثل هذه الجريمة، ثم يوهمان الجميع أن جثة باميليا تعود إلى روبي كين، في الوقت الذي تم فيه في تلك الليلة تخدير روبي، ثم نقلها في سيارة أحد النزلاء وحرقها، ووضع حذاء باميليا واحد أزرار ملابسها في السيارة المنتفخة حتى تبدو الجثة جثة باميليا وليست جثة روبي، وبهذا يستطيعان إبعاد الشبهات عنهما على أساس أن روبي قتلت قبل منتصف الليل حسب التقرير الطبي، لأنهما قضيا كل تلك الفترة في سهرة الفندق والكل يشهد على ذلك، لكنها في الواقع قتلت بعد ذلك الوقت بساعات.
لكن ما لم يقيما له حساب هو أن بازيل بليك عند اكتشافه للجثة في بيته، قام بنقلها إلى قصر الكولونيل سرا ورميها في مكتبه، لأنه لو وجدت الجثة في بيته لتم الجزم على الفور بأنه هو القاتل.

## شخصيات الرواية
- الكولونيل بانتري: عمدة بلدة سانت ماري ميد.
- السيدة بانتري: زوجة الكولونيل.
- الآنسة ماربل: المحققة الهاوية وصديقة السيدة بانتري.
- رئيس المباحث هاربر: رئيس مباحث مقاطعة جلنشاير.
- الكولونيل ملشيت: مدير الشرطة بمقاطعة رادفوردشاير.
- المفتش سلاك: أحد رجال المباحث.
- السير هنري كليثرنج: المدير السابق لإدارة سكوتلاند يارد.
- جوزفين تيرنر: راقصة بفندق الماجستيك بمصيف دانموث.
- روبي كين: راقصة بفندق الماجستيك وابنة عم جوزفين.
- السيد كونوي جفرسون: رجل ثري مسن معجب بروبي.
- السيد مارك جاسكيل: زوج ابنة السيد كونوي جفرسون المتوفاة.
- السيدة ادليد جفرسون: زوجة ابن السيد كونوي جفرسون المتوفى.
- ريموند ستار: راقص بفندق المجاستيك ولاعب تنس محترف.
- هوجو ماكلين: صديق قديم للسيدة أديليد جفرسون.
- باميليا ريفز: تلميذة وعضوة بفريق المرشدات.
- جورج بارتليت: شاب ثري من نزلاء فندق الماجستيك.
- بازيل بليك: شاب يعمل بإستديوهات نيفل.
- دينا لي: صديقة بازيل بليك.

## الاقتباس
- تم اقتباس إحدى حلقات مسلسل "الآنسة ماربل" من الرواية، من بطولة جوان هيكسون" عام 1984 وقد تضمنت الحلقة ثلاثة أجزاء، من إنتاج قناة بي بي سي.
- تم اقتباس إحدى حلقة مسلسل «اغاثا كريستي ماربل» من الرواية عام 2004 من بطولة «جيرالدين ماكايوان» ومن إنتاج قناة ITV.

وقد تضمن كلا الاقتباسين تعديلات على الأحداث والشخصيات الحقيقية للرواية.

## العناوين العالمية
ترجمت الرواية إلى العربية: «جثة في المكتبة»، «جريمة في القصر» و«الخطة الجهنمية».
في باقي الترجمات العالمية تم الحفاظ على العنوان الأصلي أو تغييره في بعض الترجمات مثل: «ليلة في المكتبة» في الترجمة البولندية، «المرأة الميتة في المكتبة» في الترجمة السلوفاكية والألمانية والتشيكية.

## روابط خارجية
- معلومات حول الرواية في الموقع الرسمي لأغاثا كريستي (باللغة الإنجليزية).
- معلومات حول حلقة مسلسل الآنسة ماربل المقتبسة من الرواية عام 1984 (باللغة الإنجليزية).
- معلومات حول حلقة مسلسل أجاثا كريستي: الآنسة ماربل المقتبسة من الرواية عام 2004 (باللغة الإنجليزية).